# DR Водолея
DR Водолея (лат. DR Aquarii) — двойная затменная переменная звезда типа Алголя (EA) в созвездии Водолея на расстоянии приблизительно 5580 световых лет (около 1711 парсеков) от Солнца. Видимая звёздная величина звезды — от +14,3m до +13,6m. Орбитальный период — около 1,278 суток.

## Характеристики
Первый компонент — белая звезда спектрального класса A. Эффективная температура — около 8329 К.